# Escala de intensidade sísmica de Omori
Escala de intensidade sísmica de Omori, ou simplesmente escala Omori, é uma escala de magnitude para avaliação do efeito de sismos publicada em 1894 pelo sismologista japonês Fusakichi Omori Ōmori Fusakichi (大森 房吉).

## Descrição
Criada em 1894 por Fusakichi Omori a escala presentemente conhecida por Escala de intensidade sísmica de Omori precedeu a Escala de Mercalli, com a qual apresenta múltiplas semelhanças.
A escala de Omori divide os sismos em 7 categorias, ou pontos, com base na aceleração do solo, dano infligido às infraestruturas construídas e outros fenómenos observáveis durante um evento sísmico.
A escala foi modificada por diversas vezes e, apesar de obsoleta, ainda é ocasionalmente utilizada no Japão para descrever a intensidade de sismos, em particular de sismos históricos. A escala, na sua versão oficial, é administrada pela Sociedade Meteorológica Japonesa.